# 星际恐龙
《星际恐龙》（英語：Extreme Dinosaurs）是一部1997年美国动画片，由DIC製片公司和博博特娛樂於1997年製作，改編自美泰兒1996年的玩具系列。本節目為《鯊魚俠》的衍生作，靈感來自《忍者龜》和《侏羅紀公園》。
《星际恐龙》隸屬博博特兒童頻道的旗下產物，以廣播聯賣播出，1997年於播出了第一季。節目在播出52集後被取消。

## 剧情
6500万年之前，地球上的主宰是恐龙。亚格尔驾驶着时空飞船来到了这个时期的地球，他抓捕了剑背龙、霸天龙、飞天龙和三角龙，用于科学实验，打算研制出生物武器，空间警察珊娜追踪亚格尔已经很长时间了，她也来到了远古时期的地球，在珊娜的帮助下，恐龙们成功脱离了他的控制。

## 登場人物

### 極限恐龍
- 霸天龍（T-Bone，美國配音：史考特·麥卡尼（英语：Scott McNeil）；中國配音：方树桥）：棕黃色的暴龍。團隊的領導者，個性嚴肅，即使其他成員分心，通常也能專注於主要目標。擁有最厲害的咬合力。招牌技能為能震裂地面的「泰山腳」（Saurian Stomp），能獨自或與團隊中的任何成員一起施展。背部揹著兩盞照明燈。
- 三角龍（Spike，美國配音：卡斯·曼庫瑪；中國配音：俞德元）：三角龍。團隊的武術專家兼駐地廚師，好鬥且容易衝動。擅長利用頭頂的雙角攻擊。右手戴著發射器，能發射鉤爪或冰凍光束。
- 劍背龍（Stegz，美國配音：山繆·文森（英语：Sam Vincent (voice actor)）；中國配音：于振波）：綠色的劍龍。團隊的技術專家，也是最善於思考的成員，擅長發明。能將身體捲成鋸片型態，並利用背部的骨板切割物體。
- 飛天龍（Bullzeye，美國配音：傑森·格雷-史丹佛；中國配音：滕奎兴）：紅色的無齒翼龍。個性活潑，喜歡看電視，容易衝動購物。能發出震耳欲聾的尖叫聲。右手配戴巨爪，左手則配戴腕槍。
- 鐵甲龍（Hard Rock，美國配音：布魯曼·庫瑪；中國配音：辛敏航）：灰色的甲龍。來自異世界的新成員，因無法返回家鄉而加入團隊。個性友善的和平主義者，但仍具備強大的戰鬥力；擅長用背部的尖角及尾巴的大錘攻擊。

### 食肉龍
- 黃鼠龍（Bad Rap，美國配音：蓋瑞·喬克（英语：Garry Chalk）；中國配音：张文渔）：橙色的迅猛龍。食肉龍（Raptors）的首領，目標是征服地球或利用全球暖化，將地球永久改變成適合牠們的中生代環境。嘴部裝有類似金屬支架的裝置，登場初期曾短暫持有能輕易溶解固體物質的武器。黃鼠龍在玩具上的配色為紅色。
- 暴子龍（Haxx，美國配音：李·陶克（英语：Lee Tockar）；中國配音：薛伟刚）：深褐色的迅猛龍。因智商不高而經常吃鱉。兩隻手腕都植入了能伸展出綠色刀刃的裝置，尾部則有能像鑽頭一樣旋轉的刀刃。
- 烈焰龍（Spittor，美國配音：泰瑞·克拉森（英语：Terry Klassen）；中國配音：姚居德）：桃紅色的迅猛龍。團隊的技術專家，手腕及喉嚨皆裝有發射器，能發射出透過管子連接至背後容器中的液體。

### 其他角色
- 亚格尔（Argor Zardok，美國配音：泰瑞·克拉森（英语：Terry Klassen））：來自智能星（Quadrainia）的智能星人（The Quadrainians），通緝犯，來到中生代的地球，將恐龍變異成自己的士兵，導致了極限恐龍和食肉龍的誕生。
- 珊娜（美國配音：史蒂維·凡蘭斯（英语：Stevie Vallance））：智能星人，與極限恐龍一起被困地球的執法官，堅守著「智能星条例」（Codebook），也是恐龍們的導師。
- 帕克（美國配音：泰瑞·克拉森（英语：Terry Klassen））：古生物學家，擁有一家私人恐龍博物館並供極限恐龍居住。
- 斯卡维尔博士（Dr. Rebecca Scarwell，美國配音：瑪西·戈德堡）：研究變異和外星人的秘密科學家，曾多次捕獲極限恐龍。
- 小王子（Prince H，美國配音：雅克·布拉薩）：英國王子，有時會幫助極限恐龍執行任務。

## 製作
《星际恐龙》為《鯊魚俠》的衍生作，幾名主角先行於《鯊魚俠》登場，但背景設定不同。1996年12月，博博特公司首次宣布該節目時，名稱為。博博特的凱倫·李·布朗（Karen Lee Brown）認為，該動畫片的角色不依賴武器，但「有足夠的動作場面來吸引孩子們」。節目最初計劃每週播出一集。